# Voie Lyonnaise 8
La Voie Lyonnaise 8 est une piste cyclable faisant partie du réseau express vélo des Voies Lyonnaises. Elle relie la Tour-de-Salvagny à Saint-Priest en traversant la métropole d'ouest en est.

## Histoire
En septembre 2021, le président de la métropole Bruno Bernard présente le projet des Voies Lyonnaises. L'objectif est de créer des pistes cyclables larges de 3 à 4 mètres et séparées de la chaussée pour plus de confort et de sécurité.
Les travaux du secteur est commencent en 2023. En avril 2025, un premier tronçon de 5,2 km est inauguré entre la Tour-de-Salvagny et Charbonnières-les-Bains. Le chantier permet également de désimperméabiliser et végétaliser la piste cyclable.
En janvier 2025, les travaux dans le secteur de la place Bellecour sont reportés pour ne pas alourdir la charge des chantiers sur la ville. Le 16 juillet 2025, le tribunal de Lyon tranche en faveur de la Métropole sur les tronçons litigieux.

## Itinéraire
De la Tour-de-Salvagny à Dardilly, le tracé emprunte une voie vert réalisée en 2018, passant au-dessus du ruisseau de la Beffe. La VL8 longe ensuite la RD307 pour rejoindre Charbonnières-les-Bains, puis Tassin-la-Demi-Lune. La piste passe par le Valvert, avant de remonter l'avenue Barthélémy-Buyer à Champvert. Elle rejoint alors le tracé de la VL12 entre Trion, Saint-Jean et Bellecour. Le tracé redescend les quais du Rhône pour emprunter le pont de l'Université, puis longe le parc Blandan et passe par Bachut avant de rejoindre Mermoz-Pinel. La VL8 rallie alors le campus de Bron, et se termine vers l'arrêt Porte des Alpes du tramway T2.

## Critiques
Le principal point de discorde se situe sur la partie commune avec la VL12 dans le quartier de Saint-Just. Certains riverains et commerçants refusent que la montée du Chemin-Neuf soit coupée à la circulation automobile, craignant un enclavement du quartier, et attaquent la métropole en justice. D'autres commerçants préfèrent les cyclistes, plus susceptibles de s'arrêter consommer que les automobilistes.
Certains opposants questionnent aussi la fréquentation d'un axe où le fort dénivelé (12,4% au pied de la montée) rend nécessaire de rouler en vélo électrique. La mise en place de l'offre électrique du service Vélo'v permet de rendre l'objectif de 10 000 passages quotidiens un peu plus atteignable,.